# 2010년 미국 상원의원 선거
2010년 미국 상원의원 선거는 2010년 11월 2일에 치른 미국의 상원의원 선거이다.